# 디디에 오리올

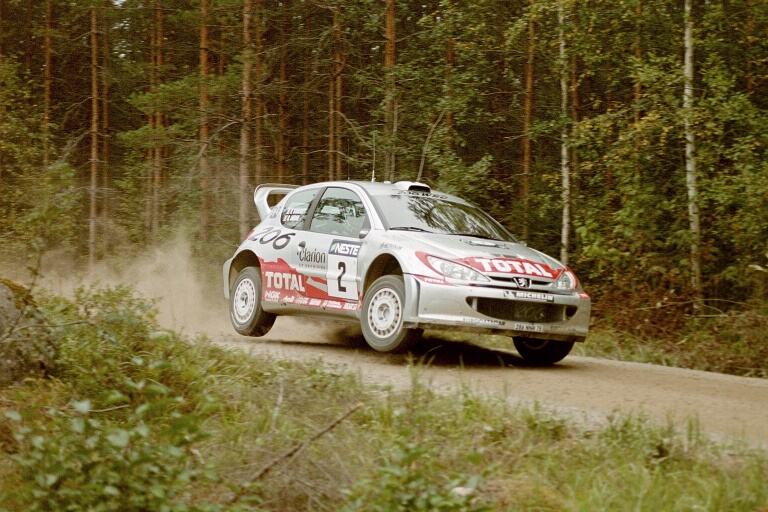
2001년의 디디에 오리올

디디에 오리올(Didier Auriol, 1958년 8월 18일 ~ )은 프랑스의 자동차 경주 선수이다. 몽펠리에에서 태어났으며, 1984년에 '투어 데 코스'부터 선수 생활을 시작하여 2005년에 활동을 마쳤다.